# Dennis Cobb - Agente SS018
Dennis Cobb - Agente SS018 è un fumetto italiano di spionaggio ideato negli anni sessanta durante il periodo di successo del genere dall'autore Max Bunker e dal disegnatore Magnus, qui alla loro terza collaborazione dopo Kriminal, Satanik e prima di Gesebel, Maxmagnus e Alan Ford. La serie anticipa alcune tematiche e ambientazioni che saranno presenti nel successivo Alan Ford.

## Biografia del personaggio e trama
Dennis Cobb è un agente segreto con nome in codice SS018. Di bell'aspetto e aitante, coraggioso e furbo, dotato di mezzi tecnologici avanzati che si scontra con nemici tipici del genere come nazisti e spie al servizio di potenze straniere.
Ispirato al James Bond di Ian Fleming è un ex-marine sempre pronto all'azione che partecipa ad intricati casi di spionaggio e controspionaggio ottenendo notevoli successi professionali. Fisico atletico e mascella volitiva, carattere spavaldo ed ironico, eccentrico nel look (capelli tagliati alla mohicana) ed elegante nell'abbigliamento, amante delle belle donne che seduce con estrema facilità, egli possiede un fornito arsenale di oggetti tecnologicamente avanzati tra cui un orologio con filo di nailon per strangolare i nemici e una penna-pistola che spara proiettili calibro otto. Il diretto superiore di Dennis Cobb - la cui segretaria, Silvia, è inevitabilmente innamorata di lui - è l'agente SS 015, un tipo grosso, con parrucchino e dal carattere sempre piuttosto irascibile. Entrambi dipendono dal capo della C.I.A., di cui la branca SS (Secret Service) è una sottosezione speciale (cfr. il n. 4 "La setta dei 3 K"). Alcune vicende che coinvolgono 018 sono di pura fantapolitica, come quella in cui si trova ad affrontare Adolf Hitler e Martin Bormann, sopravvissuti alla caduta di Berlino e intenti a dar vita al Quarto Reich.

## Storia editoriale
Il personaggio compare all'interno della collana Lex et Justitia che subisce nel corso del tempo delle variazioni nella testata che, dall'iniziale Agente SS018 diventa Dennis Cobb - Agente SS018 dal numero 10, mentre negli ultimi quattro numeri diventa semplicemente 018 - Dennis Cobb.
La serie è pubblicato dall'Editoriale Corno per 41 numeri con periodicità variabili da maggio 1965 a gennaio del 1968. I primi 13 numeri insieme al 23 e al 25 sono disegnati da Magnus su testi dl Max Bunker mentre gli altri sono scritti da Erasmo Buzzacchi e disegnati da Enzo Carretti e Roberto Peroni Corbella. Luigi Corteggi ne disegna tutte le copertine.
Di seguito sono riportati i numeri, i titoli e le date di uscita di tutti gli albi della serie:
1. Operazione Tuono - maggio 1965
2. Missione Creso - giugno 1965
3. Operazione Lebensborn - luglio 1965
4. La setta dei 3 K - agosto 1965
5. Orient Express - settembre 1965
6. Destinazione Mosca - ottobre 1965
7. Hong Kong chiama 018 - novembre 1965
8. Banzai Dennis Cobb - dicembre 1965
9. Lotta per lo spazio - gennaio 1966
10. C'era una volta un re... - febbraio 1966
11. Missione Sub - marzo 1966
12. Spia contro spia - aprile 1966
13. Destinazione Polo - maggio 1966
14. L'aereo scomparso - giugno 1966
15. Intrigo a Berlino - luglio 1966
16. Agonia mortale - agosto 1966
17. Il caso Fundador - settembre 1966
18. Caccia all'elemento K - ottobre 1966
19. La strada dei dollari - novembre 1966
20. Missione sottoterra - dicembre 1966
21. Il gioco della spia - gennaio 1967
22. Tiro al bersaglio - febbraio 1967
23. La bomba pulita - marzo 1967
24. Il caldo sole dell'equatore - 5 aprile 1967
25. L'unione fa la forza - 19 aprile 1967
26. La corsa folle - 10 maggio 1967
27. Venerdì pesce - 24 maggio 1967
28. Zip zip, bang bang... - 10 giugno 1967
29. Col ferro e col fuoco - 24 giugno 1967
30. L'apprendista spia - 8 luglio 1967
31. L'agente CCP8 - 22 luglio 1967
32. Si riprende il vecchio codice - 5 agosto 1967
33. Una dozzina di cravatte - 19 agosto 1967
34. Non lo voglio fare - 9 settembre 1967
35. Chi fa da sé... - 23 settembre 1967
36. Concorrenza sleale - 7 ottobre 1967
37. Una faccenda poco pulita - 21 ottobre 1967
38. Light-track - novembre 1967
39. Il gusto del potere - dicembre 1967
40. Mare in sussulto - gennaio 1968
41. Fuoco tra gli iceberg - febbraio 1968

### Ristampe
Una prima ristampa parziale si ebbe nel 1984 nella collana "Gli Eroi di Max Bunker"
Il secondo numero della collana "Eureka Graphic Novel" pubblicata nel 1992, ripropone le prime due storie di Dennis Cobb, con le vignette in bianco e nero, rimpicciolite e rimontate in 8 per pagina.
Nel 1994, in tiratura limitata, su richiesta e senza distribuzione nelle edicole, viene completata la ristampa di tutti i 15 numeri disegnati da Magnus.